# Tribù germaniche

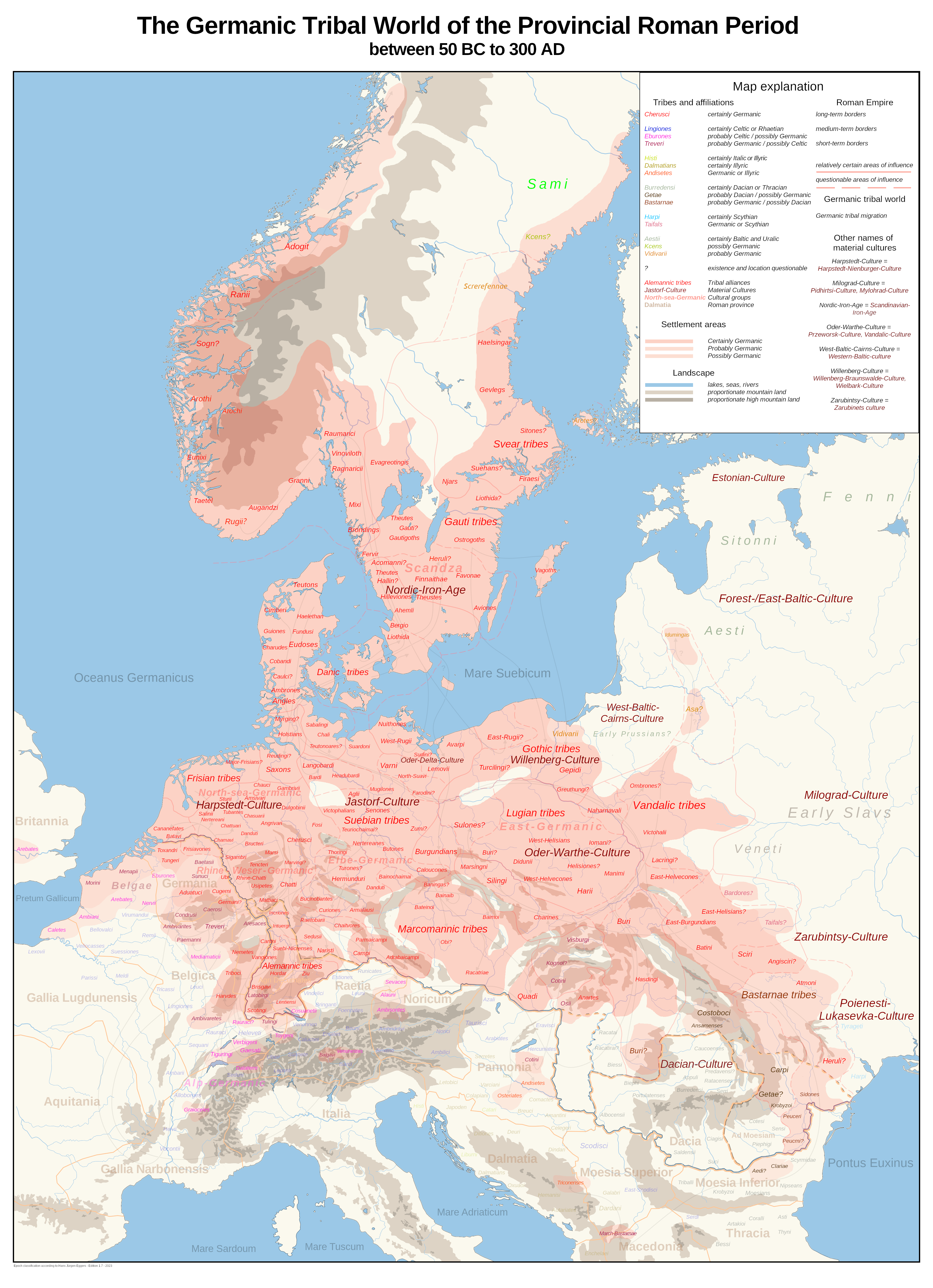
Le popolazioni germaniche nel periodo romano imperiale.

Elenco delle tribù germaniche della Germania Magna.

## Le grandi macro popolazioni
- Popoli germanici occidentali
  - Ingevoni (germani del mare del Nord),

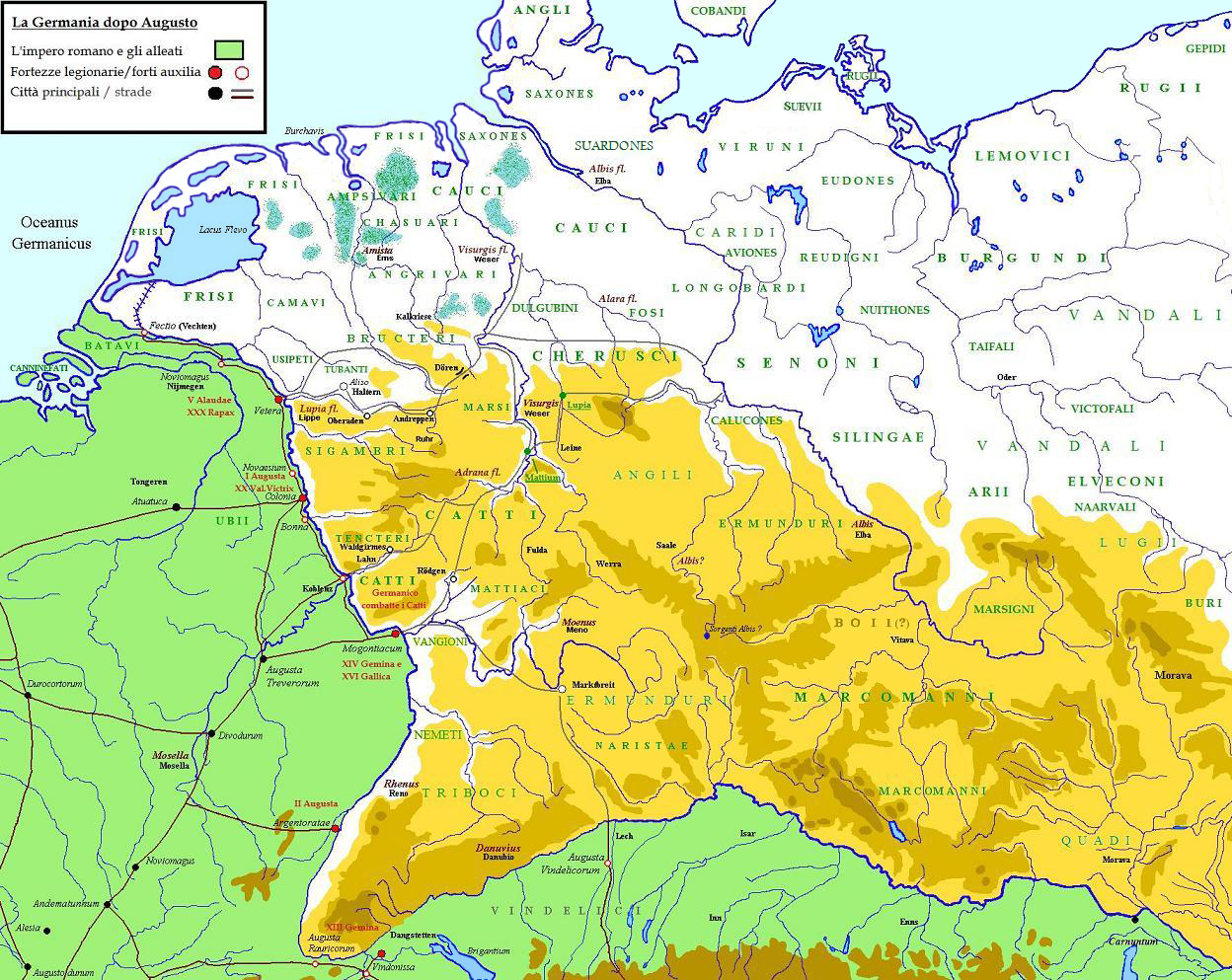
Le popolazioni della Germania Magna dopo Augusto.

  - Erminoni (germani dell'Elba),
  - Istevoni (germani del Reno-Weser)
- Popoli germanici orientali
- Popoli germanici settentrionali

## Le singole popolazioni
In ordine alfabetico:
- Alemanni (confederazione di popoli del III secolo d.C.), Ambroni, Ampsivari, Anartii (genti miste tra Bastarni e Celti), Angili, Angli, Angrivari, Arii, Arii (sottotribù dei Lugi), Armalausi, Arudi (o Carudi o Caridi), Asdingi (Vandali), Atuatuci (in Gallia Belgica), Avarpi, Avioni
- Banochemi, Bastarni, Batavi, Batini, Bavari, Bructeri, Bucinobanti, Burgundi, Buri
- Caluconi, Canninefati, Camavi, Caritni, Carudi (o Caridi o Arudi), Catti, Cattuari (o Attuari), Cauci, Casuari, Chedini, Chemi, Cherusci, Cimbri, Corconti, Costoboci (Bastarni-Daci)
- Dani, Daucioni, Diduni, Dulgubini
- Eburoni (in Gallia Belgica), Elisi, Elveconi, Eruli, Ermunduri, Eudosi (o Sedusi)
- Farodini, Favoni, Firesi, Fosi, Franchi (confederazione di popoli del III secolo d.C.), Franchi Sali, Frisi o Frisiavoni
- Gauti, Gepidi, Goti, Gotlandi, Grutungi
- Illevioni
- Juti
- Lacringi (Vandali), Landi, Lemovii, Longobardi o Lombardi, Lugi
- Manimi, Marcomanni, Marsi, Marsigni, Mattiaci
- Naarvali, Naristi (o Varisti), Nemeti, Nervii, Njari, Nuitoni
- Ostrogoti
- Peucini (Bastarni)
- Quadi
- Racati, Retovari, Reudigni, Ripuari, Rugi
- Sassoni, Sciri, Sedusi (o Eudosi), Semnoni (o Senoni), Sigambri (o Sugambri), Sigulones, Silingi (Vandali), Sitoni, Suardoni, Suebi o Svevi (es.Marcomanni, Ermunduri, Naristi, Quadi, Buri, ecc.), Suioni, Sidini
- Taifali (Sarmati o Vandali?), Tencteri, Tervingi, Teutoni, Toutoni, Treveri, Triboci, Tubanti, Turcilingi
- Ubi, Usipeti, Usipi
- Vandali (Asdingi, Lacringi e Silingi), Vangioni, Varni, Varisti, Vinoviloth, Vittovali (o Victufali o Victofali), Visigoti